# Ignacy Mościcki
Ignacy Mościcki (Mierzanowo, 1867. december 1. – Genf, 1946. október 2.) lengyel kémikus és politikus, Lengyelország elnöke 1926-tól 1939-ig. Ő volt Lengyelország történelmének leghosszabb ideig hivatalban lévő elnöke.

## Életrajz
1867. december 1-jén született Mierzanowóban, egy kis faluban Ciechanów mellett. Miután elvégezte iskoláját Varsóban, kémiát tanult a Rigai Műszaki Egyetemen. Itt csatlakozott a titokban működő baloldali párthoz, a Proletariat-hoz.
Miután lediplomázott, visszatért Varsóba, azonban a titkosrendőrség megfenyegette, hogy életfogytiglan Szibériába küldi, ezért 1892-ben emigrált Londonba. 1896-ban felajánlottak neki egy asszisztensi állást a Fribourgi Egyetemen, Svájcban. Itt szabadalmaztatott egy módszert a salétromsav olcsó ipari előállításához. 
1912-ben Lwówba költözött, ahol a Lwówi Műszaki Egyetemen alkalmazott kémiát tanított az elektrokémiai tanszéken. 1925-ben a Műszaki Egyetem rektora lett, majd hamarosan Varsóba költözött, hogy kutatásait a Varsói Műszaki Egyetemen folytassa.
 

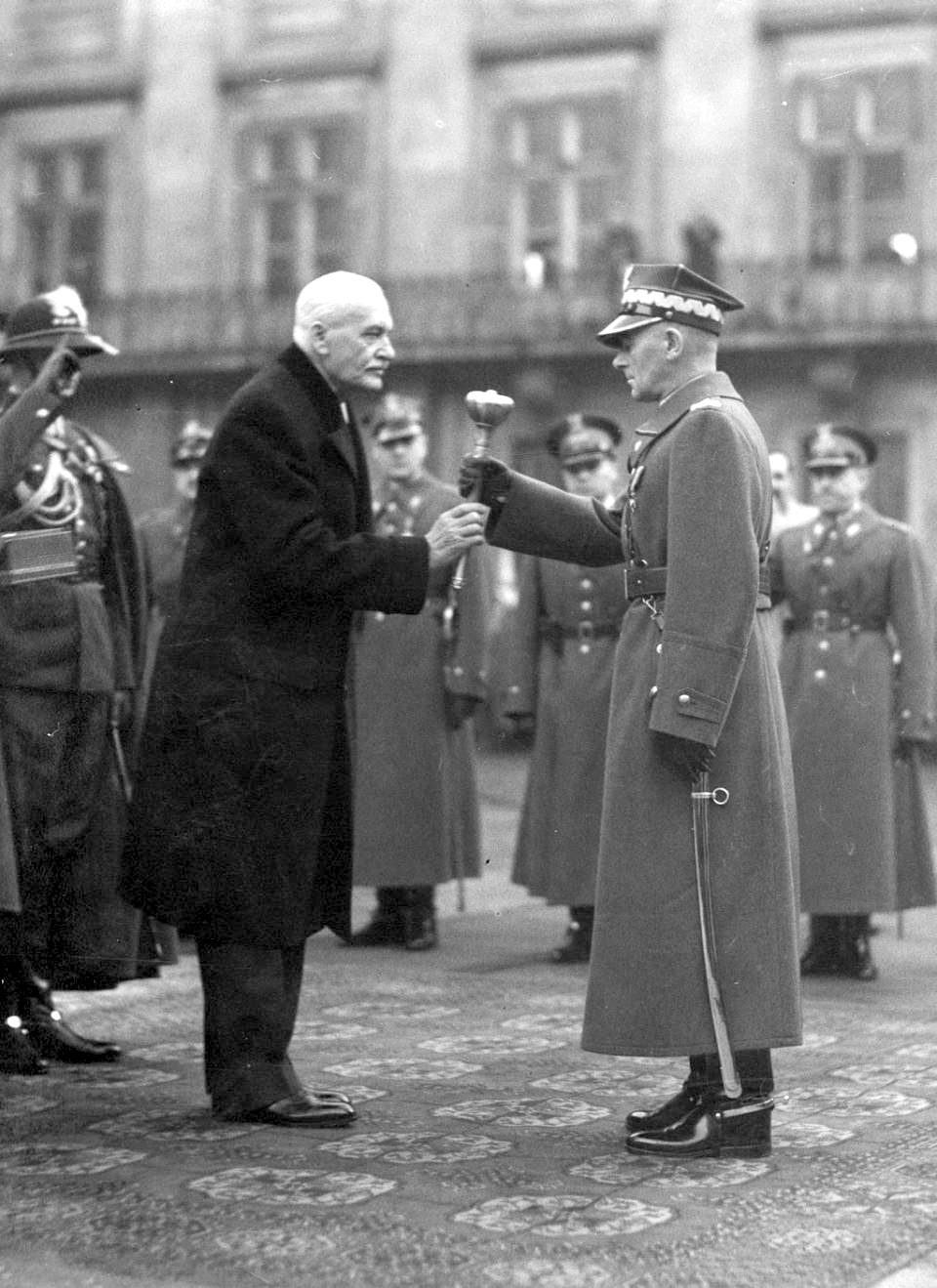
Mościcki átadja a buzogányt Edward Rydz-Śmigły részére

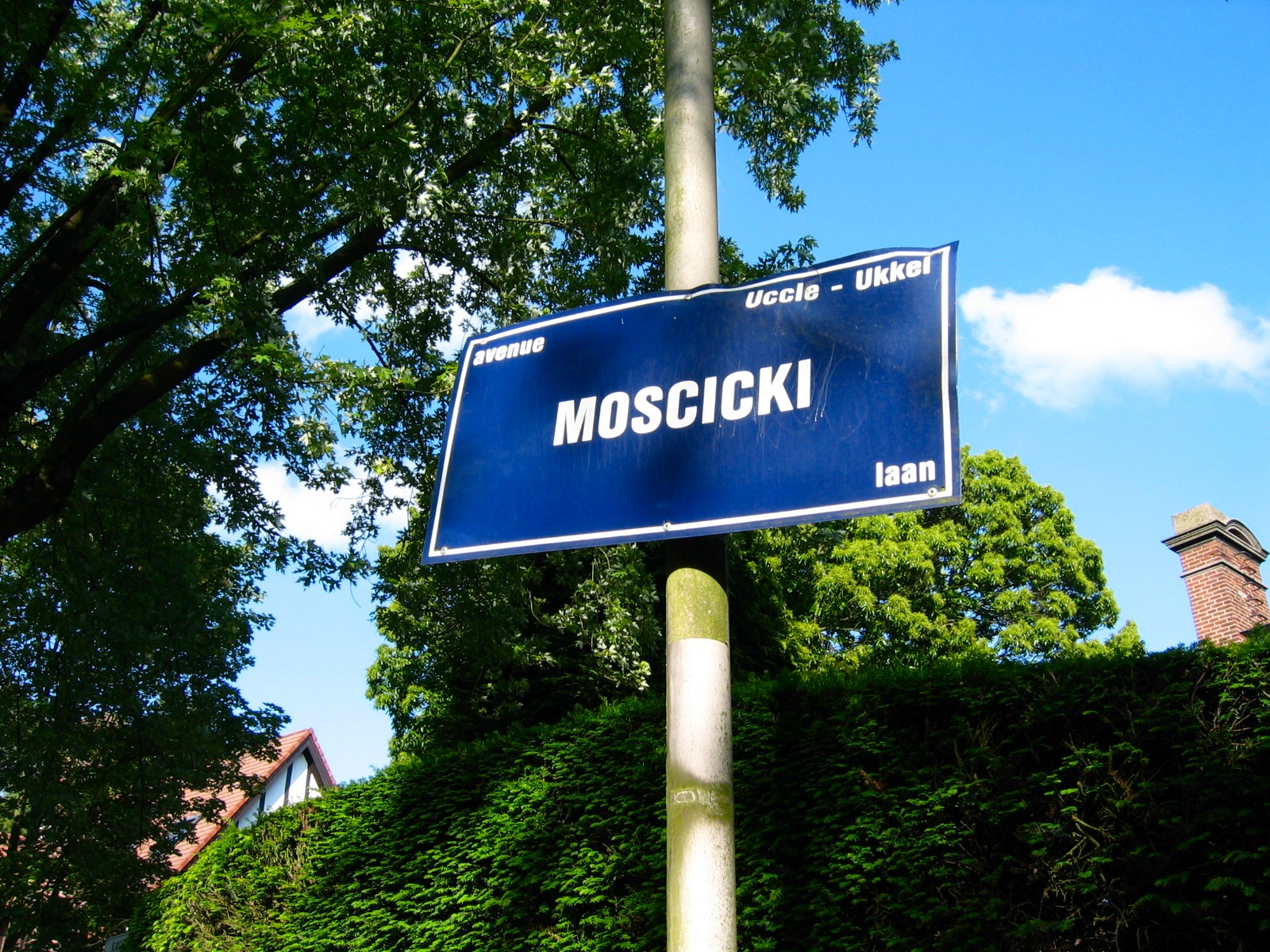
Brüsszel, Mościcki súgárút

Józef Piłsudski 1926 májusi hatalomátvétele után, 1926. június 1-jén a Nemzetgyűlés Lengyelország elnökévé választotta. (Piłsudski visszautasította a kinevezést, maga helyett hajdani ismerősét ajánlotta inkább a Lengyel Szocialista Pártból.)
Elnökként alá volt rendelve Piłsudskinak, soha nem mutatván elégedetlenségét a tábornok vezetésével szemben. 1935-ben, Piłsudski halála után Piłsudski követői három táborra szakadtak: egyesek Mościckit tekintették Piłsudski utódjának, mások Edward Rydz-Śmigły tábornokot támogatták, megint mások Walery Sławek miniszterelnök mellé álltak. Sławek kiiktatása érdekében Mościcki megállapodott Rydz-Śmigły-vel, aminek következtében Sławek lényegtelen politikai tényezővé vált az év végére. Az egyezség következtében Rydz-Śmigły de facto vezetőjévé vált Lengyelországnak a háború kitöréséig (1939), miközben Mościcki is befolyásos maradt mint hivatalban lévő elnök.
Mościcki volt a mérsékelt vezető alakja a rezsimnek, amelyet "ezredes kormány"-nak neveztek a katonai vezetők magas létszámának köszönhetően. Mościcki a legtöbb nacionalista törekvést ellenezte az inkább jobb oldali Rydz-Śmigły részéről, de az egyezségük többé kevésbe hatályban maradt.
Mościcki 1939 szeptemberéig maradt elnök, amikor is Romániába internálták, ahol Franciaország lemondásra kényszerítette. Władysław Raczkiewicz számára adta át a hivatalt, miután első választását visszautasította a francia kormány.
1939 decemberében Mościckit elengedték és Svájcba emigrált. Itt töltötte a második világháború éveit. Otthonában, Genf közelében halt meg 1946. október 2-án. 

## Galéria

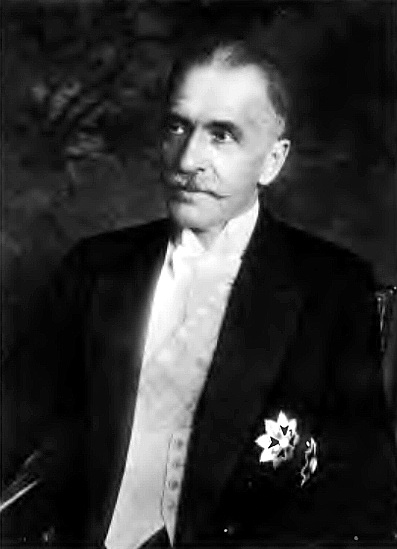
Lengyelország elnökeként 1928 körül
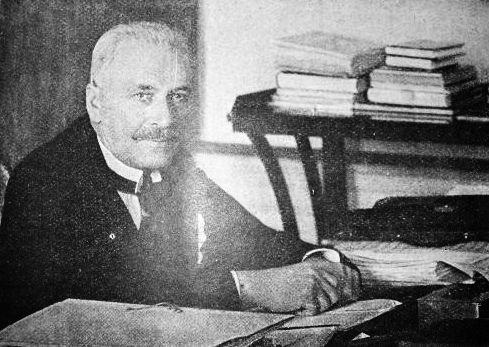
Mościcki elnök az irodájában (1934)
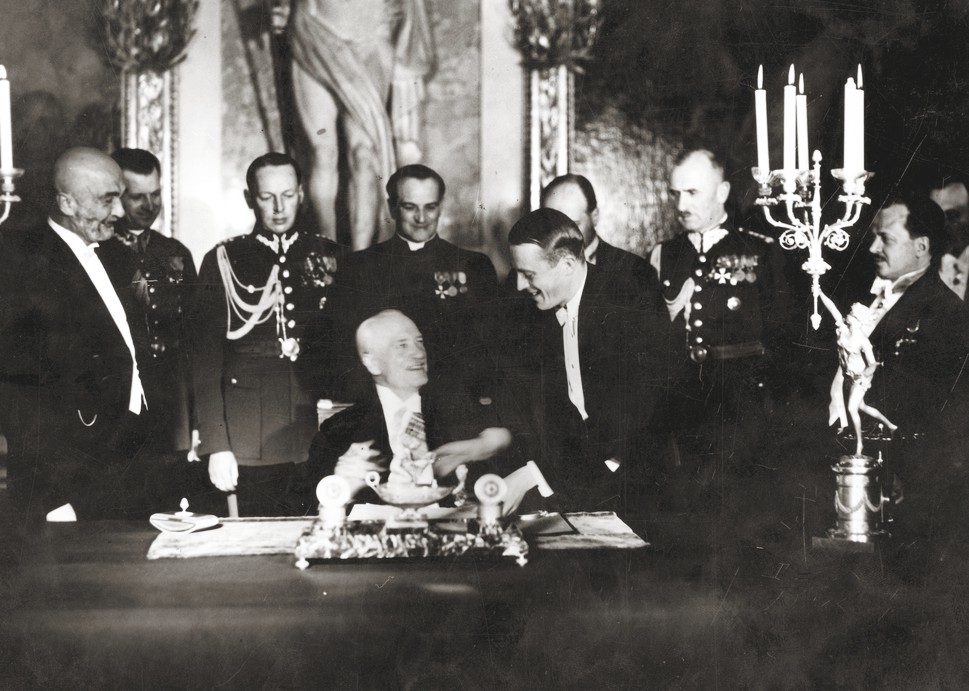
Az áprilisi alkotmány aláírása közben (1935. április 23.)
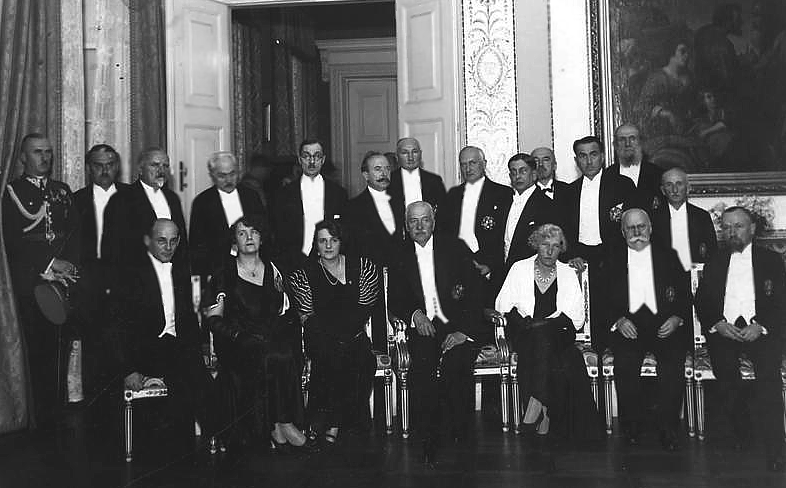
A Lengyel Irodalmi Akadémia ülésén 1933-ban